# Kanadische Badlands
Die Kanadischen Badlands (Canadian Badlands) ist eine Badlands-Landschaft im Südosten von Alberta. Sie erstreckt sich entlang des Red Deer Rivers, östlich von Calgary, und ist eine der wichtigsten Fundstellen von Dinosaurier-Fossilien. Nördlich von Brooks befindet sich der zum UNESCO-Welterbe gehörende Dinosaur Provincial Park. In Drumheller ist eines der weltgrößten Dinosaurier-Museen, das Royal Tyrrell Museum of Palaeontology.
Ferner befinden sich in Ontario die Cheltenham Badlands, verborgen in den Caledon Hills. Im Süden von Saskatchewan gibt es die Big Muddy Badlands die sich bis nach Nordmontana (Vereinigte Staaten) über den Big Muddy Creek (ein Nebenfluss des Missouri River) erstrecken.
Badlands in Alberta

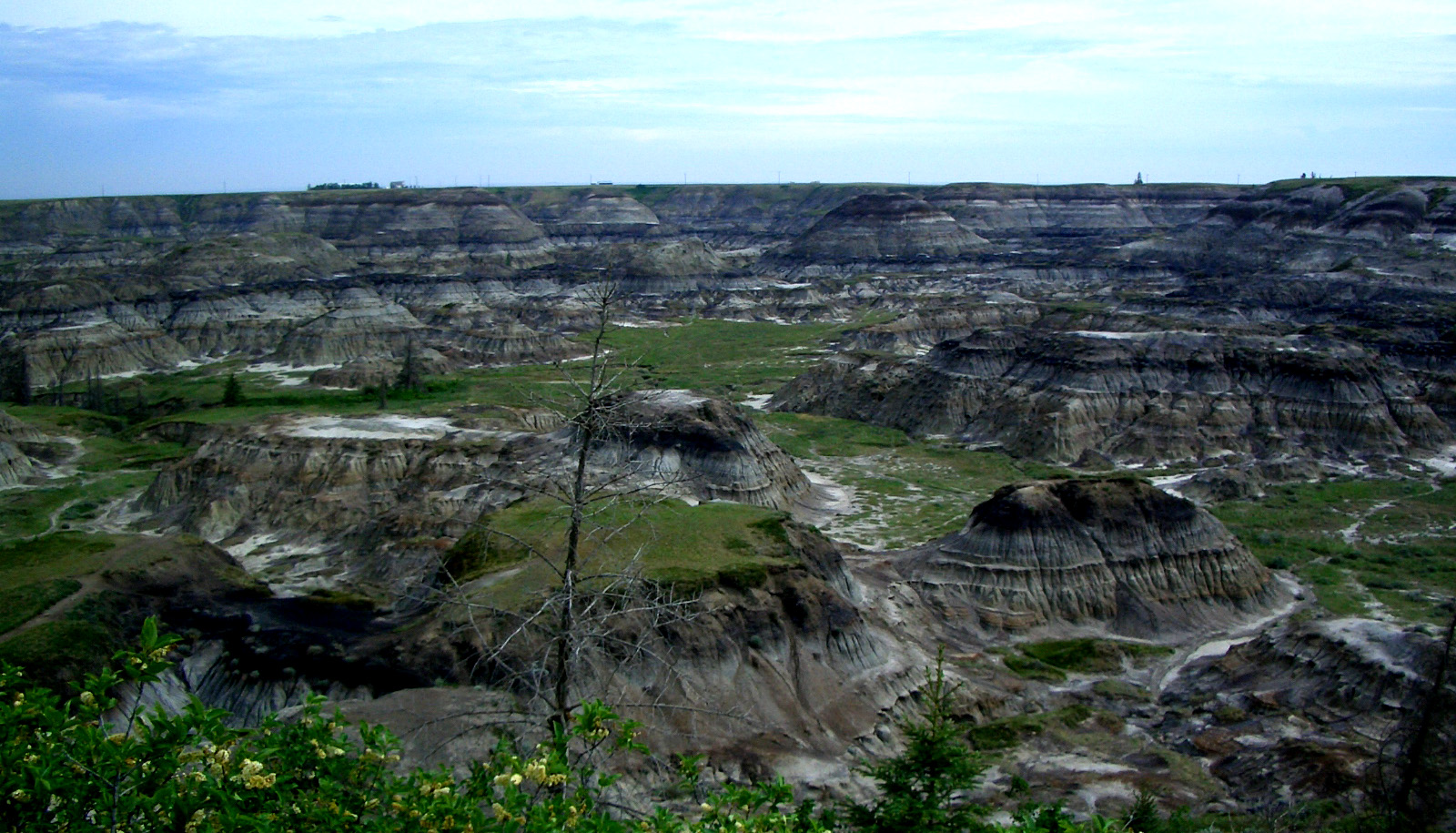
Badlands nahe Drumheller
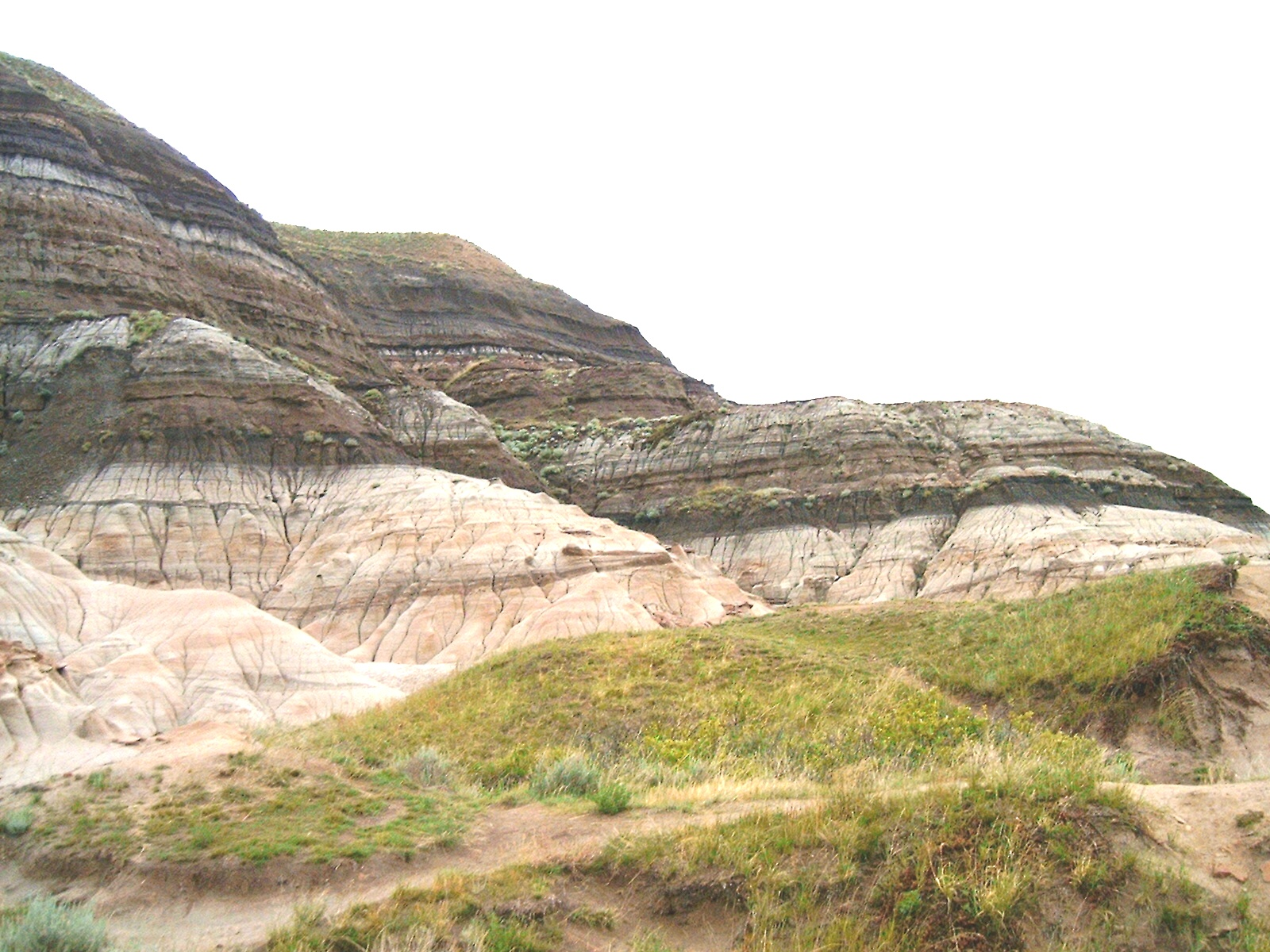
Badlands nahe Drumheller
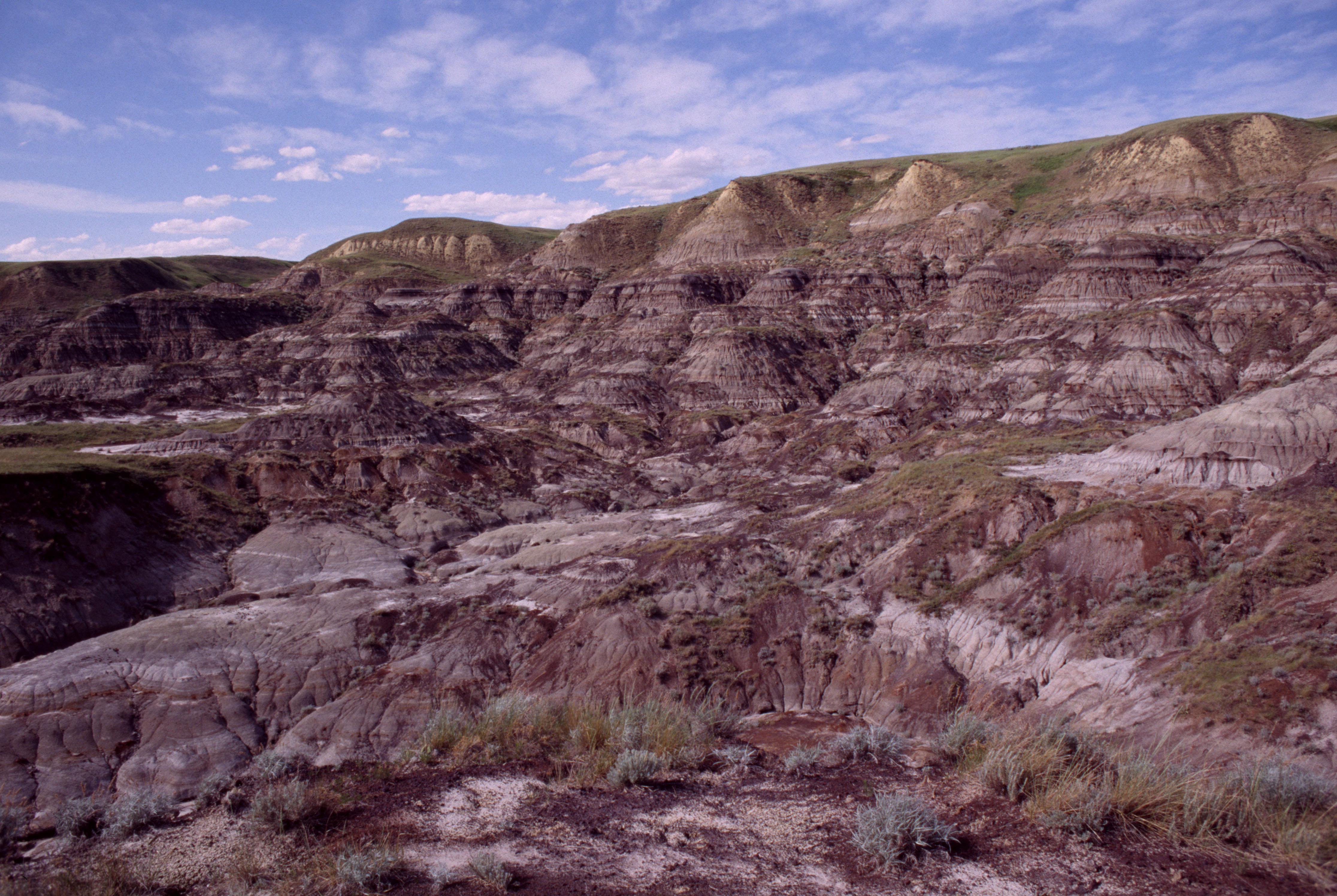
Badlands nahe Drumheller
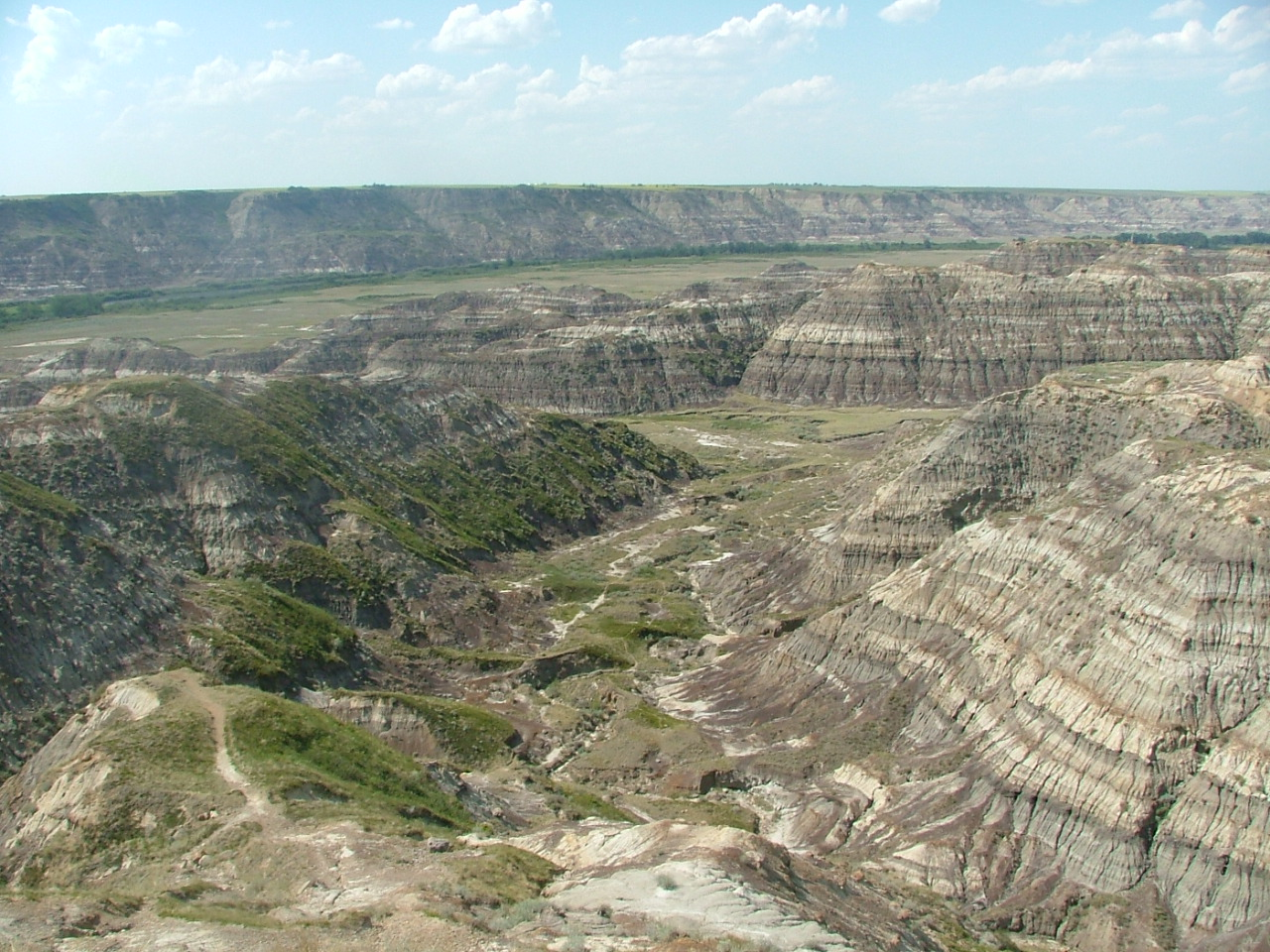
Badlands nahe Drumheller
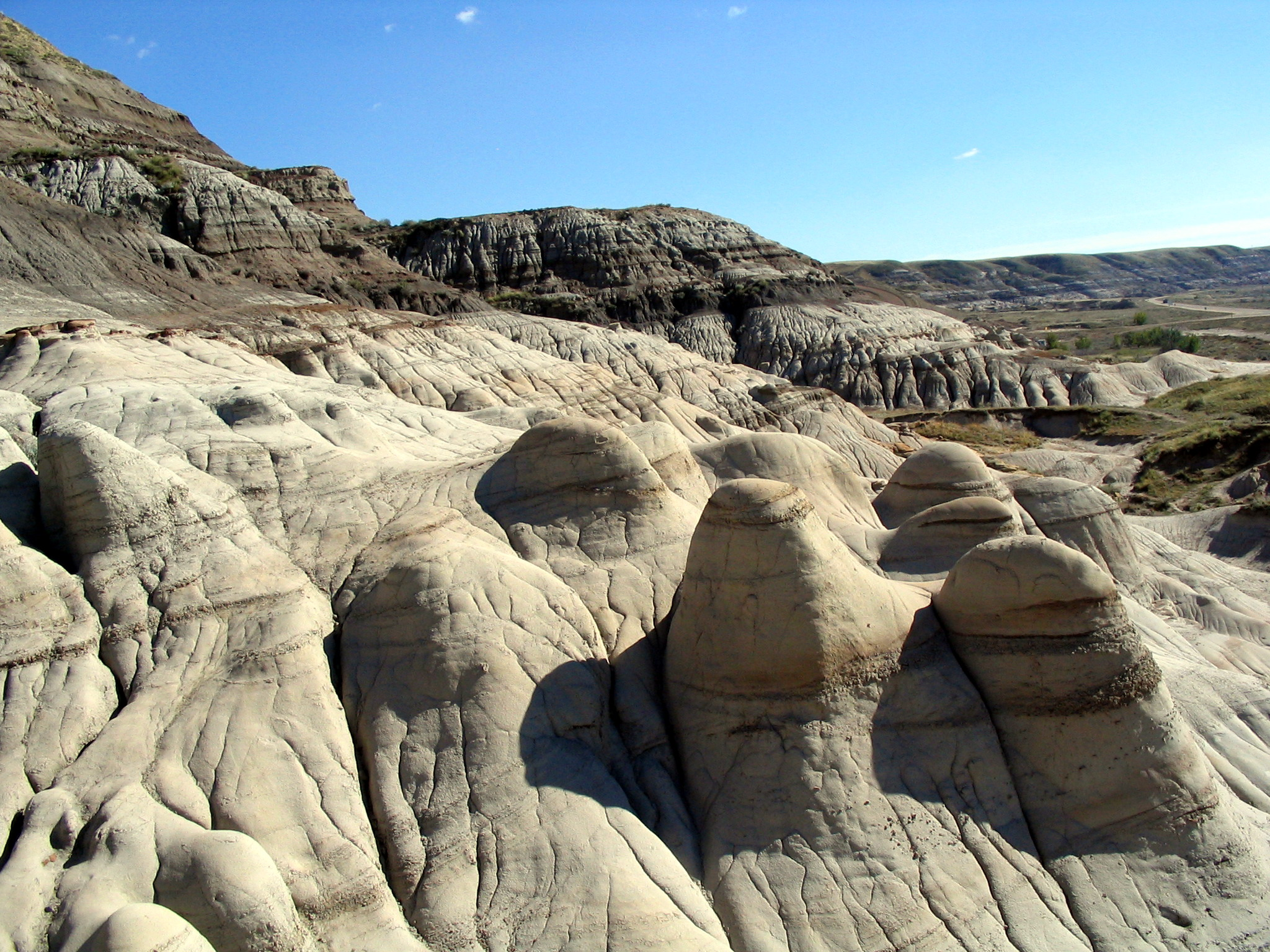
Badlands nahe Drumheller
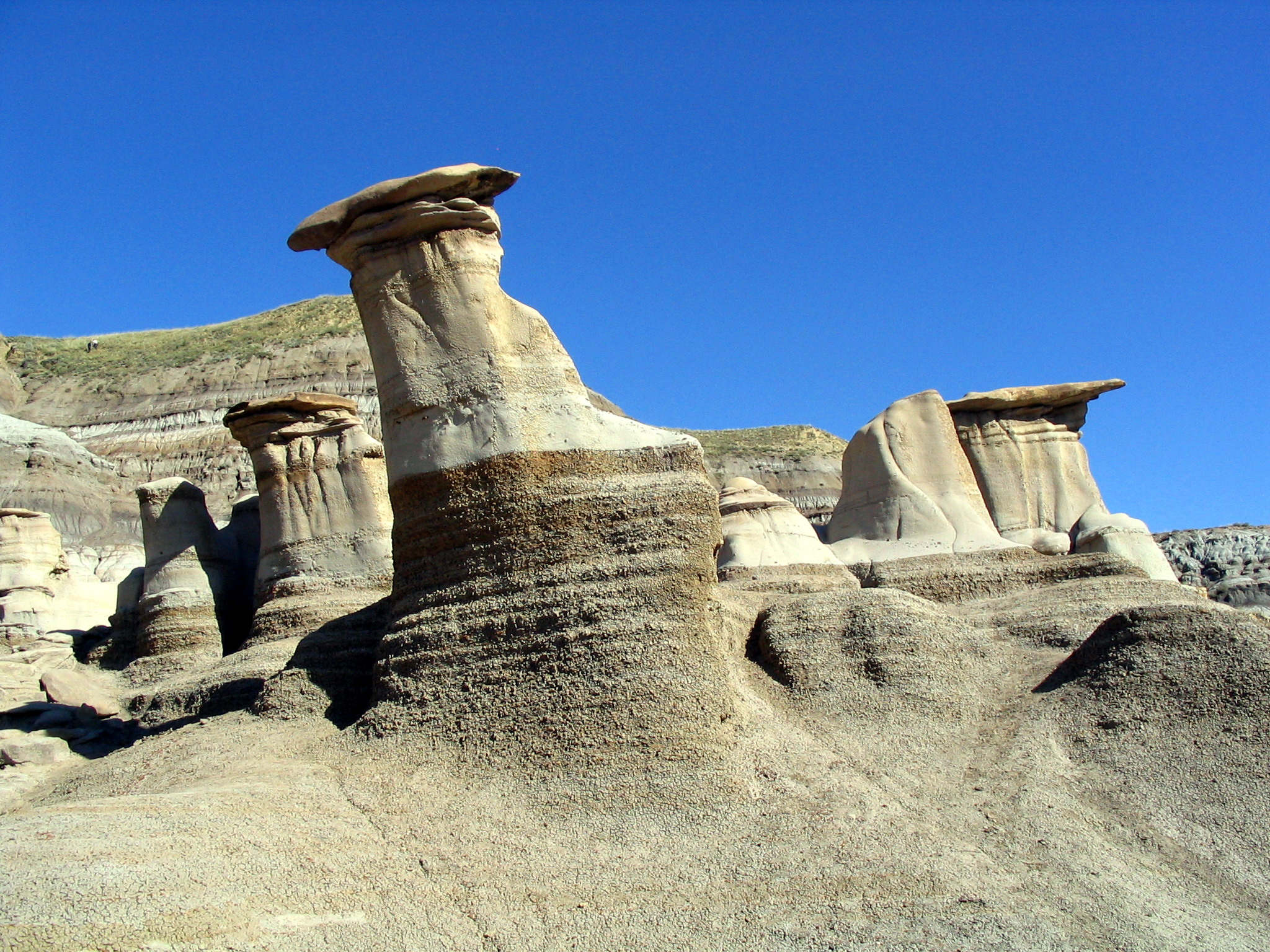
Hoodoos östlich von Drumheller
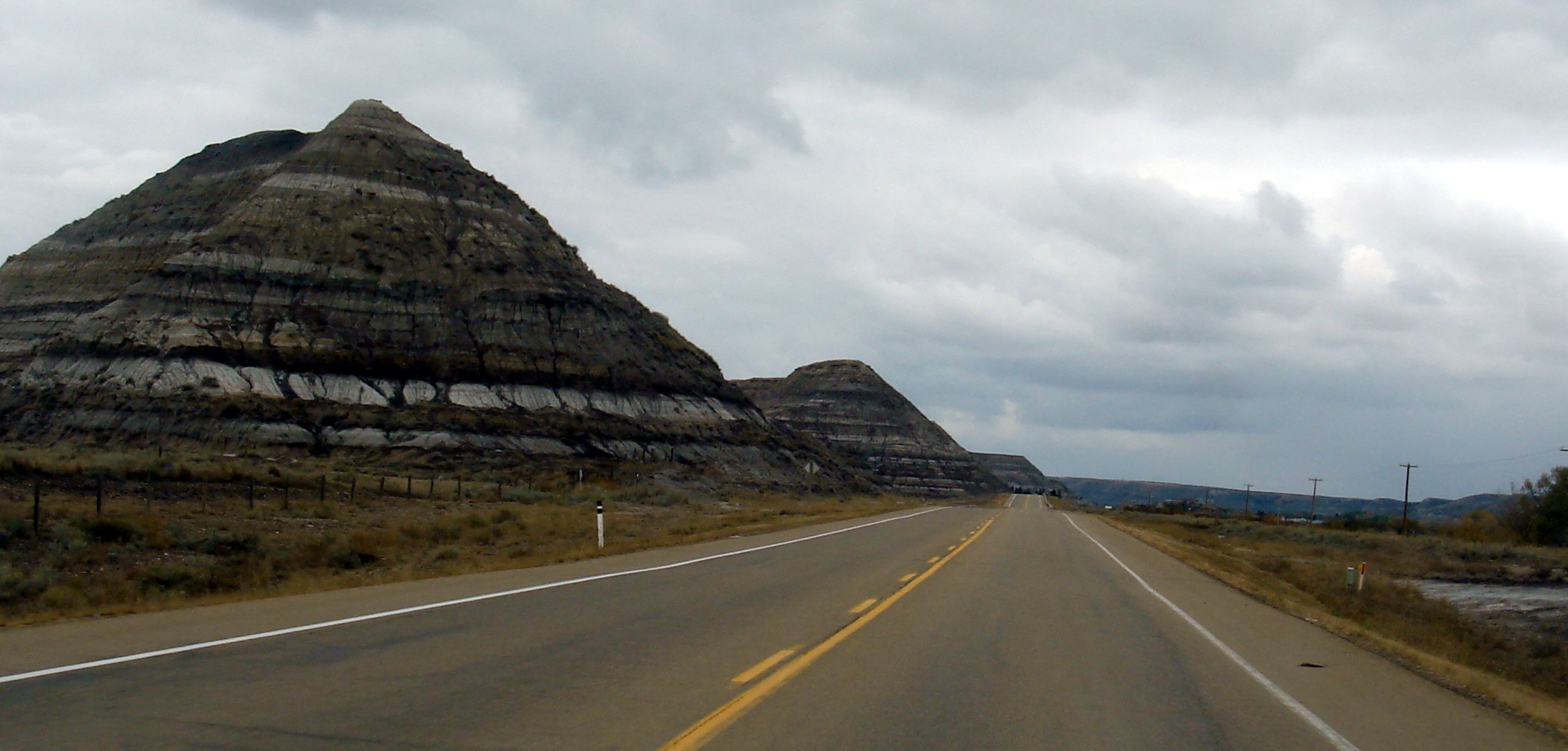
Alberta Highway 10 östlich von Drumheller mit Badlands Panorama

Badlands in Ontario

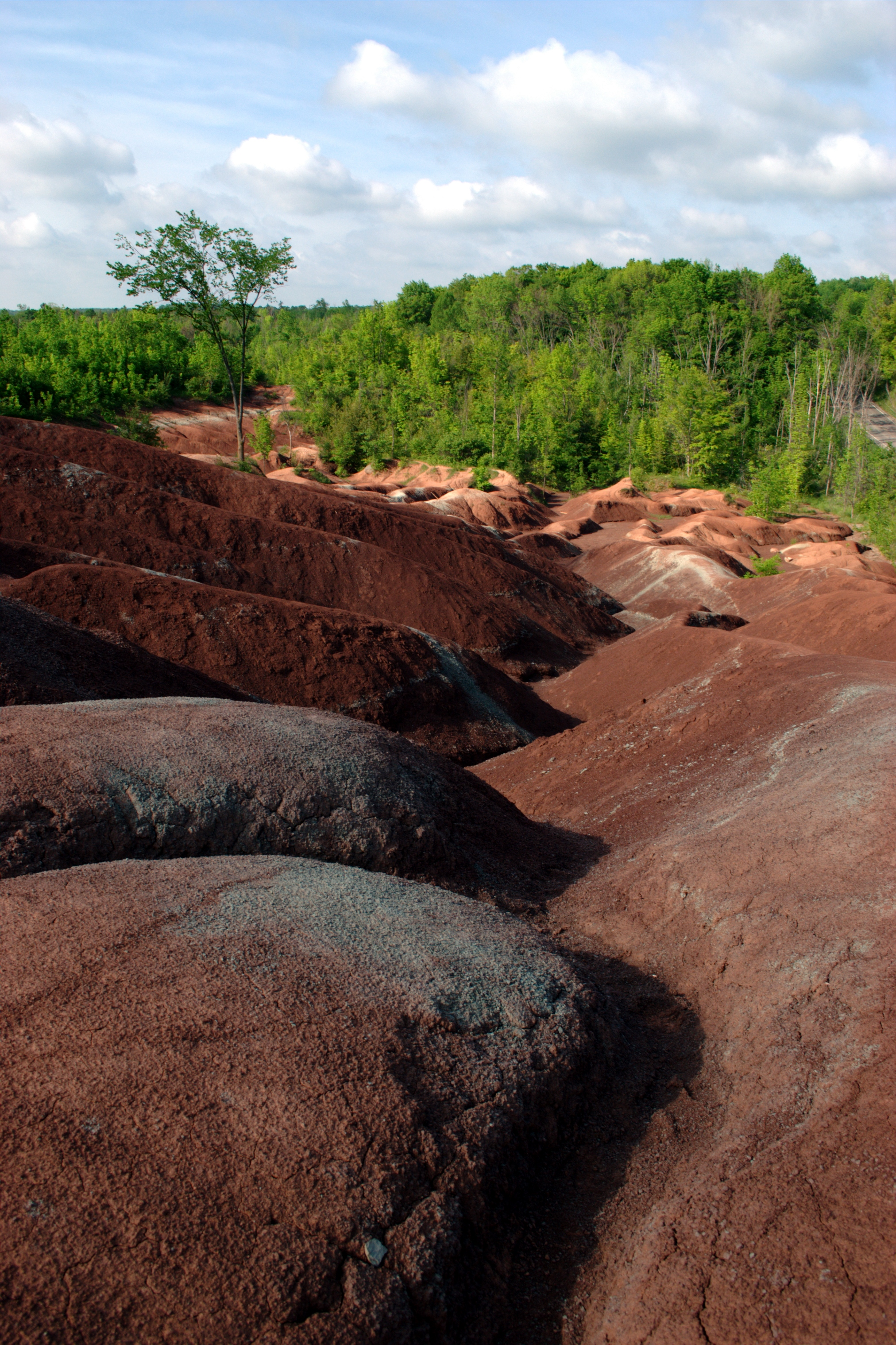
Cheltenham Badlands in Ontario
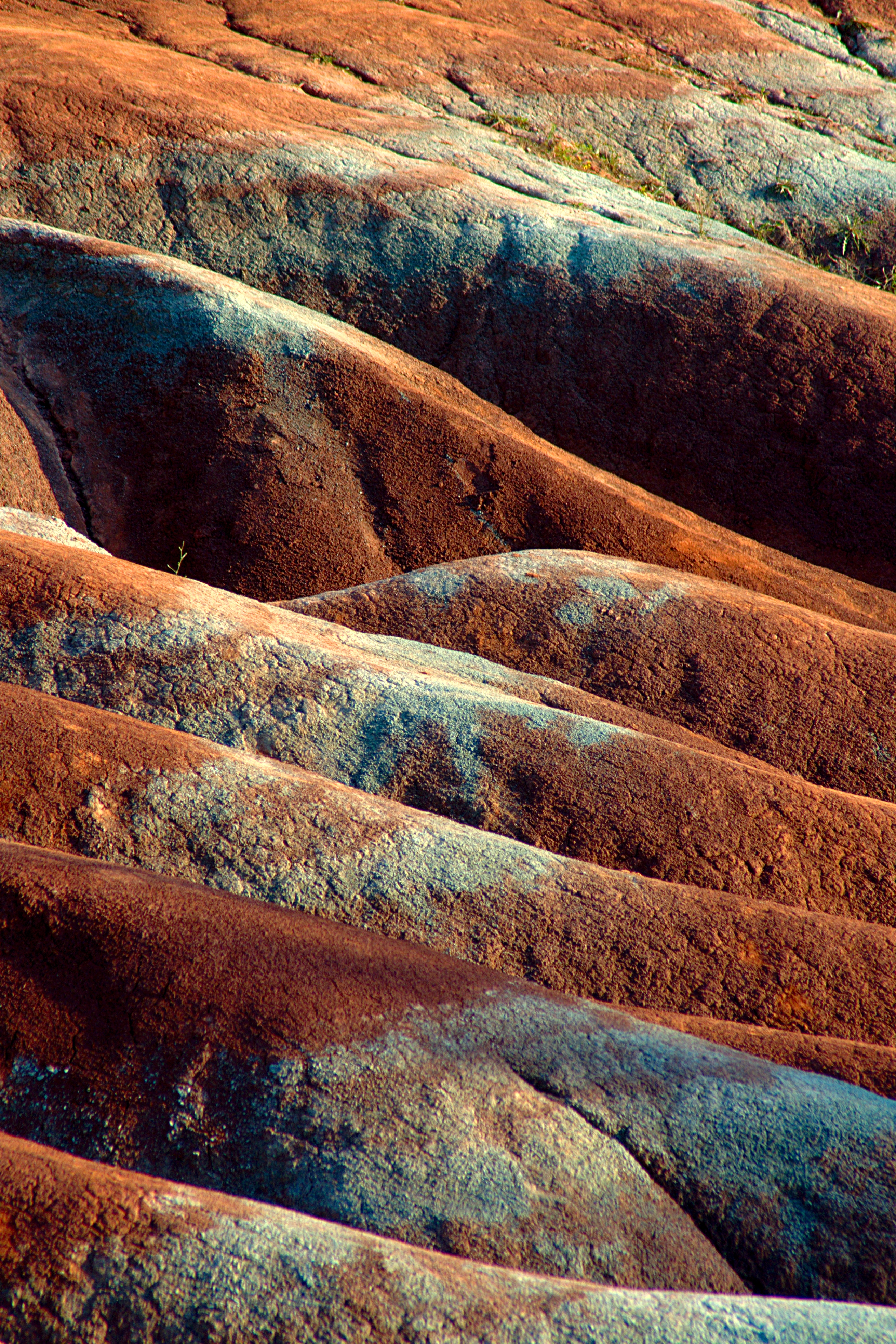
Cheltenham Badlands in Ontario
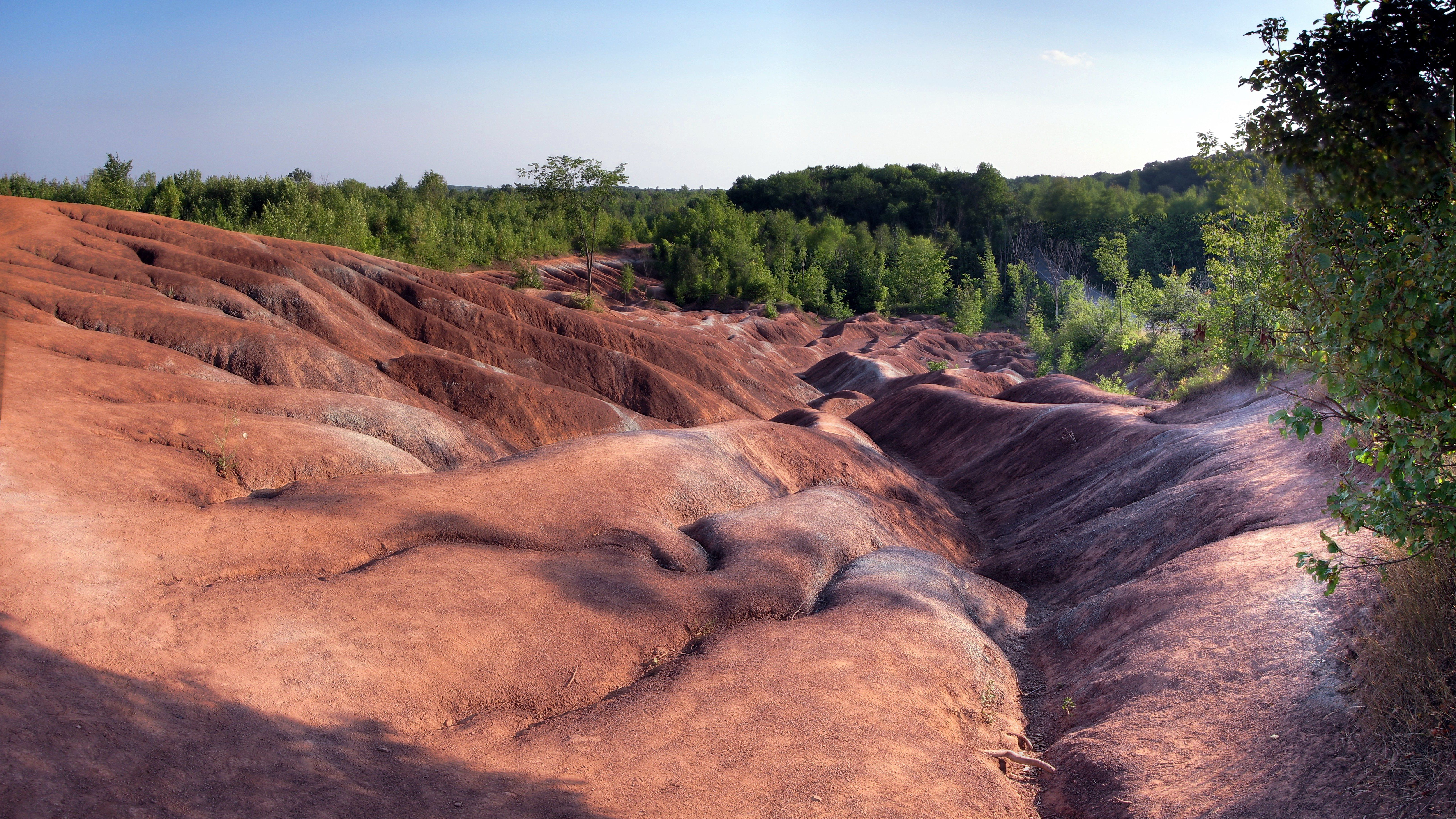
Cheltenham Badlands in Ontario
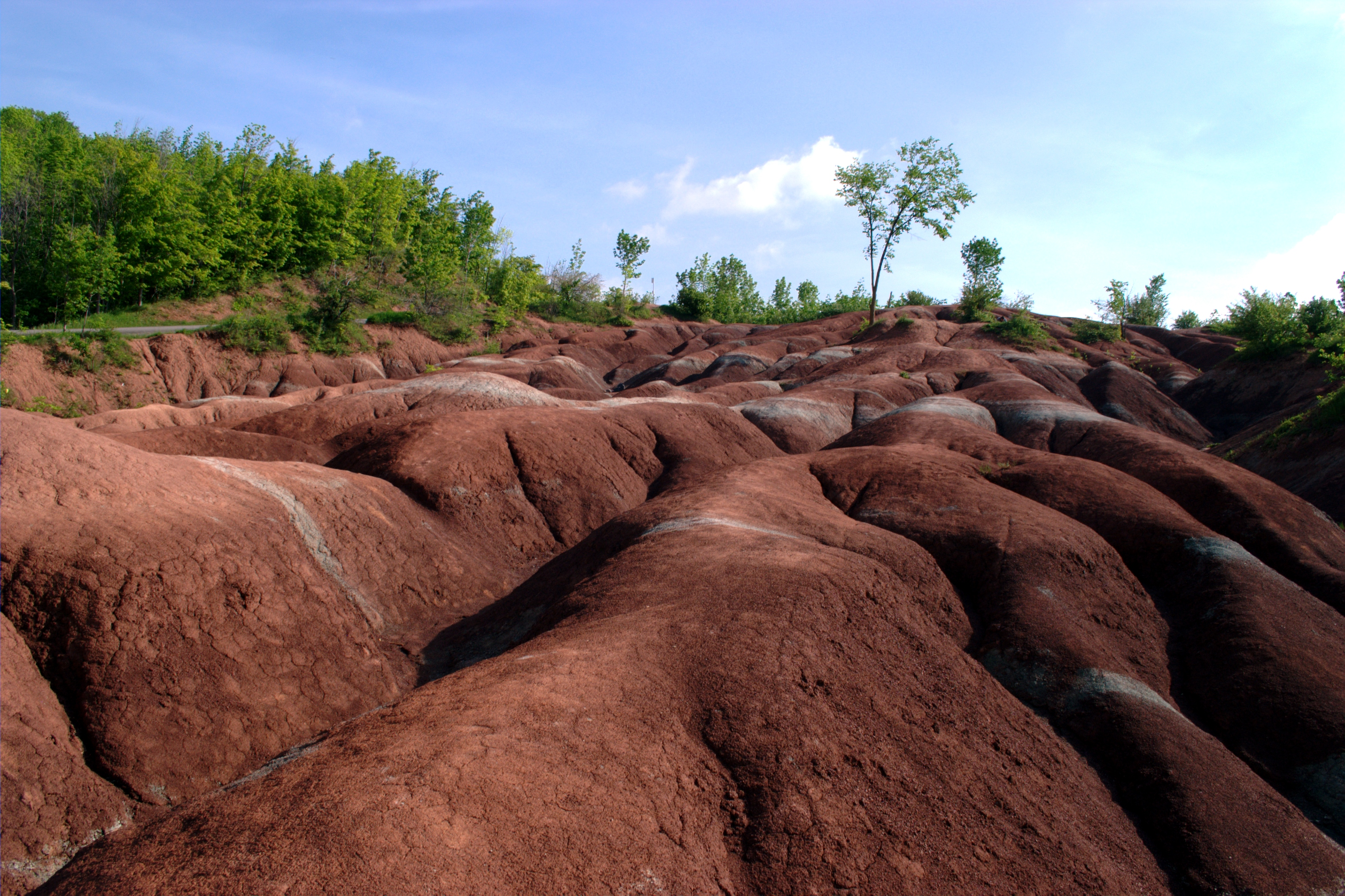
Cheltenham Badlands in Ontario
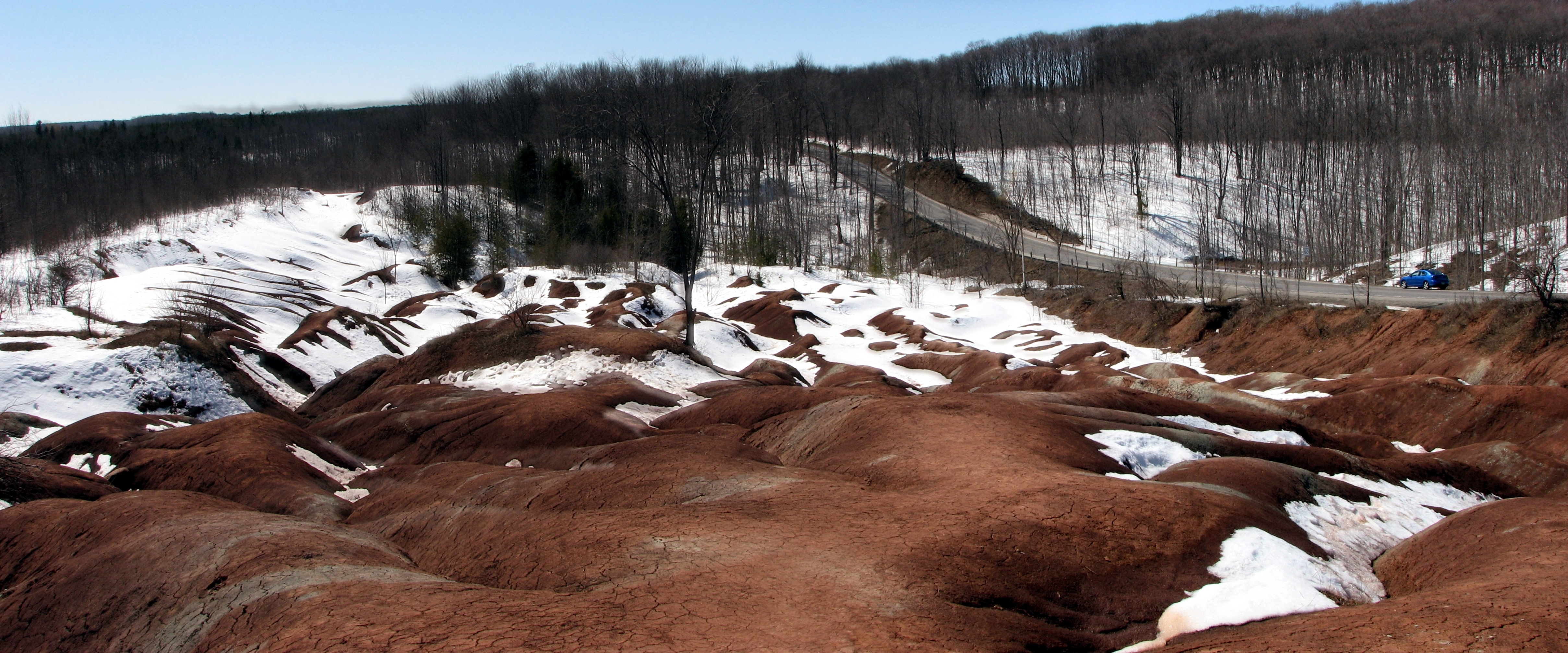
Schneebedeckte Cheltenham Badlands in Ontario